# Stirling (správní oblast)
Stirling (správní oblast) (Stirling Council Area v angličtině a Sruighlea ve skotské gaelštině) je jedna z 32 správních oblastí Skotska.

## Města a vesnice
- Aberfoyle
- Ardchyle
- Ardeonaig
- Arnprior
- Balmaha
- Bannockburn
- Blair Drummond
- Boreland
- Bridge of Allan
- Brig o' Turk
- Buchlyvie
- Callander
- Campsie
- Cowie
- Craigdownings
- Craigruie
- Crianlarich
- Croftamie
- Doune
- Drymen
- Dunblane
- Fallin
- Fintry
- Gargunnock
- Inversnaid
- Killearn
- Killin
- Kinbuck
- Kinlochard
- Kippen
- Lecropt
- Lochearnhead
- Mid Lecropt
- Mugdock
- Port of Menteith
- Plean
- Raploch
- Rowardennan
- Strathyre
- Stronachlachar
- Thornhill
- Torbrex
- Tyndrum
- St Ninians
- Stirling
- Strathblane